# Richard Ashcraft
Charles Richard Ashcraft (* 28. September 1938 in San Francisco, Kalifornien; † 1. November 1995) war ein amerikanischer Politikwissenschaftler mit Schwerpunkt auf der Geschichte politischer Ideen, insbesondere derer von John Locke. Er war langjähriger Professor an der University of California, Los Angeles.

## Leben
Ashcraft wurde 1938 als Sohn von Charley H. Ashcraft und Rhonda Junkin geboren. Er wuchs im südlichen Kalifornien auf und politisierte sich früh. So erhielt er auf seiner High School einen Verweis, weil er mit einem Mitschüler eine Untergrundzeitung gedruckt hatte, die für Alaska und Hawaii die Staatlichkeit forderten (siehe den Alaska Statehood Act und den Hawaii Admission Act). 1956 begann Ashcraft sein Studium an der Harvard University, in dem er sich der politischen Theorie und – „mit gleicher Intensität“ – dem Rock ’n’ Roll widmete. Nachdem er dort 1960 den Bachelor of Arts magna cum laude erhalten hatte, ging er an die University of California, Berkeley, wo er 1965 mit der Lehre begann und 1966 den Doktorgrad (Ph.D.) erhielt.
Nachdem Ashcraft kurzzeitig für den US-Senator Harrison A. Williams gearbeitet hatte, kehrte er an die University of California zurück, als dort gerade die Protestbewegung gegen den Vietnamkrieg einsetzte. Im Rückblick erinnerte sich Ashcroft: „Ein paar Tage, nachdem ich … den Erstsemestern die Grundprinzipien der amerikanischen Regierungsarbeit beizubringen angefangen hatte, warf diese Regierung – meine Regierung – Bomben auf Nordvietnam. Die nächsten acht Jahre schienen mir, als lebte ich auf der Straße, umgeben von Tausenden anderen.“
Diese Erfahrung, Teil einer sozialen Bewegung geworden zu sein, radikalisierte seine liberale Grundeinstellung und prägte seine weitere Arbeit. In seinem wissenschaftlichen Werk ging es Ashcraft vor allem darum, die politischen Theoretiker aus ihrer praktischen politischen Tätigkeit heraus zu verstehen und somit einen anderen Zugang zu ihren Schriften zu erhalten als eher philosophisch orientierte Ansätze. Kurz vor seinem Tod arbeitete er an einer Untersuchung über John Stuart Mill und die Entstehung der Arbeiterbewegungen des 19. Jahrhunderts. Richard Ashcraft war von 1989 bis 1994 Herausgeber der Zeitschrift Political Theory.
Ashcraft hatte einen Sohn, David. Ashcraft starb 1995. Zu seinem Andenken befasste sich ein Panel bei der Konferenz der Political Science Association in San Francisco 1996 mit Ashcrafts Leben und Werk.

## Werke
- Faith and Knowledge in Locke’s Philosophy. In: John Yolton (Hrsg.): John Locke. Problems and Perspectives. Cambridge 1969, S. 194–223.
- (zusammen mit J. G. A. Pocock): Papers Read at a Clark Library Seminar 10 December 1977. University of California Press, Los Angeles 1980.
- Revolutionary Politics and Locke’s Two treatises of government. Princeton University Press, Princeton, NJ 1986.
  - Nachweis von Rezensionen und der französischen Übersetzung 1995.
- Latitudinarianism and Toleration. Historical Myth versus Political History. In: Richard Croll u. a. (Hrsg.): Philosophy, Science and Religion in England, 1640–1700. Cambridge 1992, S. 151–177.
- John Locke. Critical Assessments. 4 Bde. Routledge, London 1991–1995.